# Эдвард Монтегю из Боутона
Сэр Эдвард Монтегю (англ. Edward Montagu of Boughton; ок. 1530 — 26 января 1602) — английский землевладелец и политик, заседавший в Палате общин в 1559 году.

## Биография
Монтегю был старшим из оставшихся в живых сыновей сэра Эдварда Монтегю (ок. 1485—1557) из Боутон-хауса, расположенного неподалеку от Кеттеринга, и его третьей жены Хелен Ропер (? — 1563), дочери Джона Ропера из Уэлл-Холла, Элтема.
В 1556 году после смерти отца он унаследовал одиннадцать поместий, замок, баронскую резиденцию и покровительство восьми домов в Нортгемптоншире. Он расширил свои владения за счет дарственной земли в Нортгемптоншире и купил поместье Траффорд и Вудс рядом с Бригстоком и собственность в Ньютоне, Овердине и Вудхолле в Бедфордшире. В 1559 году он был избран членом парламента от Нортгемптоншира. Примерно с 1559 года он был мировым судьей в Нортгемптоншире и шерифом Нортгемптоншира с 1559 по 1560 год.
Эдвард Монтегю был посвящен в рыцари между 1568 и 1570 годами. В 1570 году он стал заместителем лейтенанта и снова был шерифом Нортгемптоншира с 1570 по 1571 год. Он был уполномоченным по регулированию «экспорта» зерна в 1572 году, уполномоченным по церковным землям Питерборо в 1574 году и уполномоченным по религиозным " беспорядкам’ в Нортгемптоне в 1579 году. Он присутствовал на похоронах Марии, королевы Шотландии 1 августа 1587 года. С 1588 по 1589 год он снова был шерифом Нортгемптоншира. Он служил свой четвертый срок в качестве шерифа Нортгемптоншира с 1600 по 1601 год.
Сэр Эдвард Монтегю скончался в возрасте около 70 лет. Он был описан как "ревностный сторонник религии и был известен как «друг Кеттеринга». Многие современники отмечали его благочестие и справедливость, мудрость и служение графу.
В 1557 году Эдвард Монтегю женился на Элизабет Харрингтон (ок. 1545 — 19 мая 1618), дочери Джеймса Харингтона (ок. 1511—1592) и Люси Сидни. У них было восемь сыновей и четыре дочери:
- Эдвард Монтегю, 1-й барон Монтегю из Боутона (ок. 1562 — 15 июня 1644), предок герцогов Монтегю и герцогов Ратленд.
- Генри Монтегю
- Сэр Уолтер Монтегю
- Генри Монтегю, 1-й граф Манчестер (ок. 1563 — 7 ноября 1642), предок герцогов Манчестер и графов Галифакс.
- Сэр Чарльз Монтегю (ок. 1564 — 11 сентября 1625), член Палаты общин в 1614—1625 годах
- Джеймс Монтегю (ок. 1568 — 20 июля 1618), епископ Винчестерский.
- Сэр Сидни Монтегю (? — 25 февраля 1644), предок графов Сэндвич.
- Томас Монтегю
- Люси Монтегю, которая вышла замуж за сэра Уильяма Рэя, 1-го баронета Глентуорта
- Сюзанна Монтегю
- Элизабет Монтегю, которая вышла замуж за Роберта Берти
- Теодосия Монтегю, которая вышла замуж за сэра Джона Капеля[3] . Их сыном был Артур Капель, 1-й барон Капель из Хадхэма.